# Gouvernement Doumergue II
Troisième République
Daladier II Flandin I
Le second gouvernement Gaston Doumergue a duré du 9 février 1934 au 8 novembre 1934.
Doumergue, retiré de la vie politique après la fin de son septennat à l'Elysée, est rappelé comme président du Conseil, après les événements sanglants du 6 février 1934, pour former un gouvernement d'union nationale, qui se fait entre le Parti radical et la droite. 

## Composition
| Portefeuille                                             | Titulaire | Titulaire                                  | Parti |
| -------------------------------------------------------- | --------- | ------------------------------------------ | ----- |
| Président du Conseil                                     |           | Gaston Doumergue                           | PRRRS |
| Ministres d’État                                         |           |                                            |       |
| Ministre d’État                                          |           | Édouard Herriot                            | PRRRS |
| Ministre d’État                                          |           | André Tardieu                              | AD    |
| Ministres                                                |           |                                            |       |
| Ministre de la Guerre                                    |           | Philippe Pétain                            | SE    |
| Ministre des Affaires étrangères                         |           | Louis Barthou (jusqu’au 9 octobre 1934)    | AD    |
| Ministre des Affaires étrangères                         |           | Pierre Laval (à partir du 13 octobre 1934) | DVD   |
| Ministre de l'Éducation nationale                        |           | Adrien Berthod                             | PRRRS |
| Ministre de l'Intérieur                                  |           | Albert Sarraut (jusqu’au 13 octobre 1934)  | PRRRS |
| Ministre de l'Intérieur                                  |           | Paul Marchandeau                           | PRRRS |
| Ministre de la Justice                                   |           | Henry Chéron (jusqu’au 15 octobre 1934)    | AD    |
| Ministre de la Justice                                   |           | Henry Lémery                               | SE    |
| Ministre de l'Agriculture                                |           | Henri Queuille                             | PRRRS |
| Ministre des Finances                                    |           | Louis Germain-Martin                       | RI    |
| Ministre des Travaux publics                             |           | Pierre-Étienne Flandin                     | AD    |
| Ministre des Colonies                                    |           | Pierre Laval (jusqu’au 9 octobre 1934)     | DVD   |
| Ministre des Colonies                                    |           | Louis Rollin                               | AD    |
| Ministre du Travail                                      |           | Adrien Marquet                             | PSDF  |
| Ministre du Commerce et de l’Industrie                   |           | Lucien Lamoureux                           | PRRRS |
| Ministre des Postes, Télégraphes et Téléphones           |           | André Mallarmé                             | RI    |
| Ministre de la Santé publique et de l’Éducation physique |           | Louis Marin                                | FR    |
| Ministre de la Marine militaire                          |           | François Piétri                            | AD    |
| Ministre des Pensions                                    |           | Georges Rivollet                           | SE    |
| Ministre de l'Air                                        |           | Victor Denain                              | SE    |
| Ministre de la Marine marchande                          |           | William Bertrand                           | PRRRS |